# Tadschikische Musik
Tadschikische Musik umfasst der persischen Musik und der Musiktradition Zentralasiens zugehörende Musikstile, die in Tadschikistan und angrenzenden Gebieten gespielt werden. Seit der Unterwerfung der persischen Samaniden um 1000 durch zentralasiatische Turkvölker und vor allem nach der Invasion der Usbeken um 1500 in die Kulturzentren der Tadschiken, Samarkand und Buchara, verschmolz in der Region Transoxanien die persische mit der zentralasiatisch-türkischen Kultur. In der höfischen Musik bildete das System der zwölf Maqame die musiktheoretische Grundlage. Im 18. Jahrhundert war im Emirat Buchara die daraus abgeleitete Musikgattung Schaschmaqam (von persisch شش مقام, DMG šaš maqām, ‚sechs Maqame‘) zur Blüte gelangt, die heute von Tadschiken im Norden ihres Landes und von Usbeken gleichermaßen gepflegt wird. Sie stellt den hauptsächlichen Stil der Kunstmusik dar. Die zweite, kleinere klassische Tradition im Norden ist der im Ferghanatal verbreitete Tschaharmaqam (von persisch چهار مقام, DMG čahār maqām, ‚vier Maqame‘). Neben der alten, zum nationalen Kulturgut gehörenden Sammlung von Maqām-Kompositionszyklen existiert eine jüngere Kunstmusikgattung, deren Komponisten meist namentlich bekannt sind und die tadschikisch musiqi-e chalqi und usbekisch chalq muzikasi („Musik des Volkes“) genannt wird.
Bei den traditionellen Stilen kommen gezupfte Langhalslauten wie dutār, dombra, setār und die Streichlaute ghichak zum Einsatz. Seit dem 20. Jahrhundert werden sie in der Kunstmusik und populären Unterhaltungsmusik durch westliche Instrumente ergänzt.
Unter der anders gearteten Volksmusik in den übrigen Teilen des Landes lassen sich die Musik der zum Pamirgebirge gehörenden östlichen Region Badachschan (Berg-Badachschan in Tadschikistan und Badachschan in Afghanistan), wo in erster Linie die Laute Pamiri rubāb zur Liedbegleitung verwendet wird, und die Musik im Westen Tadschikistans in den Provinzen Nohijahoi tobei dschumhurij und Chatlon unterscheiden. Dort ist der melancholische Vokalstil falak populär. Neben diesen beiden großen, stilistisch einheitlichen Volksmusikregionen gibt es kleine Kulturinseln ethnischer Minderheiten.
Drei Musikstile wurden als Immaterielles Kulturerbe der Menschheit anerkannt.

## Kunstmusik des Nordens

### Entwicklung der höfischen Kunstmusik

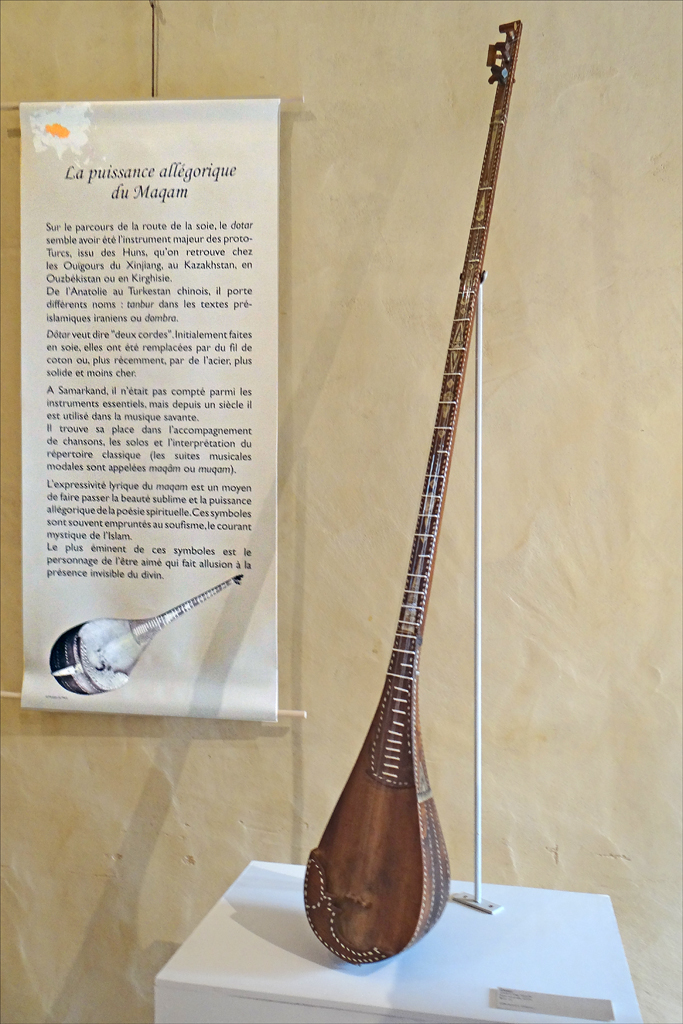
Dotār

Im 1. Jahrtausend v. Chr. wird ein Lautentyp mit kurzem Hals archäologisch nachweisbar, der eine Vorform der im Iranischen Hochland und Zentralasien verbreiteten Halslaute barbat darstellt. Seither prägen eine Vielzahl von Lauteninstrumenten die Musik Transoxaniens, einer Region, in der in vorarabischer Zeit hellenistische, byzantinische, persische, indische und chinesische Kulturtraditionen und der zentralasiatische Schamanismus zusammentrafen. Von der noch im islamischen Mittelalter erhaltenen musikalischen Vielfalt berichtet der Geschichtsschreiber Hafiz-i Abrii († 1430), wonach Musiker und Sänger in Samarkand pflegten, „in der Art und Weise (ṭarīqa) der Perser, der Ordnung (tartīb) der Iraner (‘aǧam), der Regel (qāʿida) der Araber, der Methode (jūsūn) der Türken, dem Tonfall (ajālġū) der Mongolen, dem Brauch (rasm) der Chinesen und dem Stil (sijāq) der Altaier auf den Instrumenten zu spielen, Lieder zu verfassen und vorzutragen“.
In Baktrien entstand – den auf Malereien, Steinskulpturen und Tonfiguren zahlreich abgebildeten Musikinstrumenten nach zu urteilen – zwischen dem 2. Jahrhundert v. Chr. und dem 5. Jahrhundert n. Chr. eine Kunstmusik. Die ersten schriftlichen Quellen zur Musiktheorie stammen aus islamischer Zeit. Demnach entwickelte der Ende des 6. bis Anfang des 7. Jahrhunderts am sassanidischen Hof lebende Sänger und barbaṭ-Spieler Bārbad das älteste bekannte modale Tonsystem, das aus sieben Modi (chosravāni) und 360 Melodien (dastān) bestand, die mit 30 Tönen (laḥn, Plural alḥān) gebildet wurden. Dieses System wurde zur Grundlage für das persische modale System dastgāh und den arabischen maqām. Maßgeblich für die Entwicklung der arabisch-islamischen Musiktheorie waren aus Zentralasien stammende Gelehrte wie al-Farabi (um 872–950), der bei Buchara geborene Avicenna (um 980–1037) und al-Chwarizmi (um 780 – um 850).
Unter den Timuriden waren im 15. Jahrhundert Samarkand und Herat bedeutende Musikzentren, in denen die Gelehrten ihre Schriften auf Persisch verfassten. Der Musiker und Musiktheoretiker ʾAbd al-Qādir Ibn Ġaibī al-Marāġi († 1435), den Timur um 1392 von Bagdad nach Herat gebracht hatte, unterteilte das modale System in zwölf maqāmāt (Pl. von maqām), sechs awāz-hā und 24 šu‘ba, Pl. šu‘ab (abgeleitete Modi, Unterklassen). In den in der Schule von Herat entstandenen Schriften wird die Herkunft der maqāmāt thematisiert sowie ihre Beziehung mit der Natur und der menschlichen Psyche. Wie bei den vergleichbaren Ragas der indischen Musik üblich, wurden die maqāmāt zumindest prinzipiell nur zu den ihnen zugehörenden Jahreszeiten und Tageszeiten vorgetragen. Die 360 naghmat (Melodien) sollten der Zahl der Tage eines Jahres entsprechen wie die 24 šu‘ab den Stunden des Tages. Das System der zwölf maqāmāt (ebenso der zwölf dastgāh) stellt bis heute die Grundlage der Musiktheorie dar. Über die timuridische Musizierpraxis jener Zeit gibt der Begründer des Mogulreichs Babur (1483–1530) in seiner Autobiografie Baburnama Auskunft.
1507 besetzten die Usbeken Herat und beendeten die Herrschaft der Timuriden. Buchara stieg nun unter usbekischer Herrschaft zum führenden Musikzentrum Zentralasiens auf, das es bis zum Ende des Emirats Buchara 1920 blieb. Einen maßgeblichen Einfluss auf das musiktheoretische System der zwölf maqāmāt übte der Sufi-Dichter und Musikgelehrte Naǧm ad-Din Kaukabī Buḫārī († 1531) aus. Er war der Schüler des Sufi-Scheichs Ḫwāǧa Yūsuf Burhān ad-Dīn (Khoja Yusuf Burhan, † um 1492) aus Herat, dessen geistige Abstammungslinie (silsila) auf ʿAbd al-Qādir al-Dschīlānī (1077/78–1166) aus Bagdad zurückgeführt wird. Kaukabī entwickelte die Theorie der zwölf maqāmāt auf der Tradition von Herat weiter, von seinen Schülern wurde sie bis ins 18. Jahrhundert im Iran und in Nordindien verbreitet. In seiner Tradition stand auch Darwīš ʿAlī Čangī († 1620), der eine Abhandlung über die Theorie und Geschichte der Musik Zentralasiens besonders des 15. und 16. Jahrhunderts verfasste. Weitere anonyme Abhandlungen beschreiben vom 17. bis 19. Jahrhundert in tadschikischer Sprache die von Darwīš Alī dargelegte Theorie der zwölf maqāmāt.
Die ehemaligen Sowjetrepubliken Zentralasiens einschließlich des von Uiguren bewohnten Autonomen Gebiets Xinjiang im Nordwesten Chinas und Afghanistan besitzen eigenständige musikalische Traditionen, die in unterschiedlicher Weise auf dem Prinzip des Maqam basieren, wie er in der klassischen arabischen, türkischen und persischen Musik vorkommt. Der šaš maqām ist die einflussreichste Hofmusiktradition, die im 18. Jahrhundert im Emirat Buchara zur Blüte gelangte. Er wird erstmals im 18. Jahrhundert in einigen Texten aus Buchara besprochen. Im Zusammenhang mit mythischen Geschichten geben die Autoren Hinweise auf die musikalischen Strukturen der maqāmāt und erwähnen die Namen der Rhythmen (uṣūl). Um 1874 führte Pahlawān Niyāzbaši Ḫwārizmī (1825–1897) eine Notenschrift für die Langhalslaute tanbūr ein, mit der die in seiner Region Choresmien gespielten maqāmāt schriftlich festgehalten wurden. Die dortige Stadt Chiwa war nach Buchara eines der Zentren der Kunstmusik.

### Tadschikistan in sowjetischer Zeit
Als Folge der Oktoberrevolution 1917 und nach kurzfristigen staatlichen Gebilden in den 1920er Jahren wurde 1929 die Tadschikische Sozialistische Sowjetrepublik gegründet, die bis zur Unabhängigkeit des Landes 1991 bestand. Die Sowjetisierung erzwang in allen kulturellen Bereichen eine Umorientierung, Uniformisierung und Entfernung von den bisherigen Traditionen, einzig in der Musik durfte sich neben der aus dem Westen importierten Klassik die plurale, von persischen und zentralasiatischen Wurzeln herrührende tadschikische Volkstradition weiterhin entfalten. Religiöse Kunstäußerungen wie Islamische Kalligrafie und Architektur wurden hingegen unterdrückt. Die bis in Kleinstädte und Dörfer eingerichteten Kulturhäuser, in denen Versammlungen jeglicher Art und auch Konzerte stattfanden, dienten der Vermittlung der sowjetischen Kulturpolitik.
Zwischen 1925 und 1929 wurde in Buchara das erste Musikkolleg aufgebaut, dem 1928 eine musikalische Ausbildungseinrichtung in Samarkand und 1929 in Chudschand folgten. Ebenfalls 1929 erhielt Duschanbe ein Staatstheater mit Schauspiel- und Musikensembles. In den 1930er Jahren wurden in Taschkent und am Moskauer Konservatorium Studiengänge für tadschikische Musik eingerichtet.
Bekannte Musiker Anfang des 20. Jahrhunderts, die als Bewahrer der Tradition auftraten, waren Ota Jalol, bis 1920 erster Sänger am Hof des Emirs von Buchara; Khoja Abdulaziz Rasulov (1852–1930) aus Samarkand, Sänger, Langhalslautenspieler und Schüler des berühmten jüdischen Musikers Boruchi Kalhoti Samarkandi; Sodirkhon Khujandi (1847–1931); Domullo Khalim Ibod (1878–1942) und Usto Shodi Aziz (1888–1942).

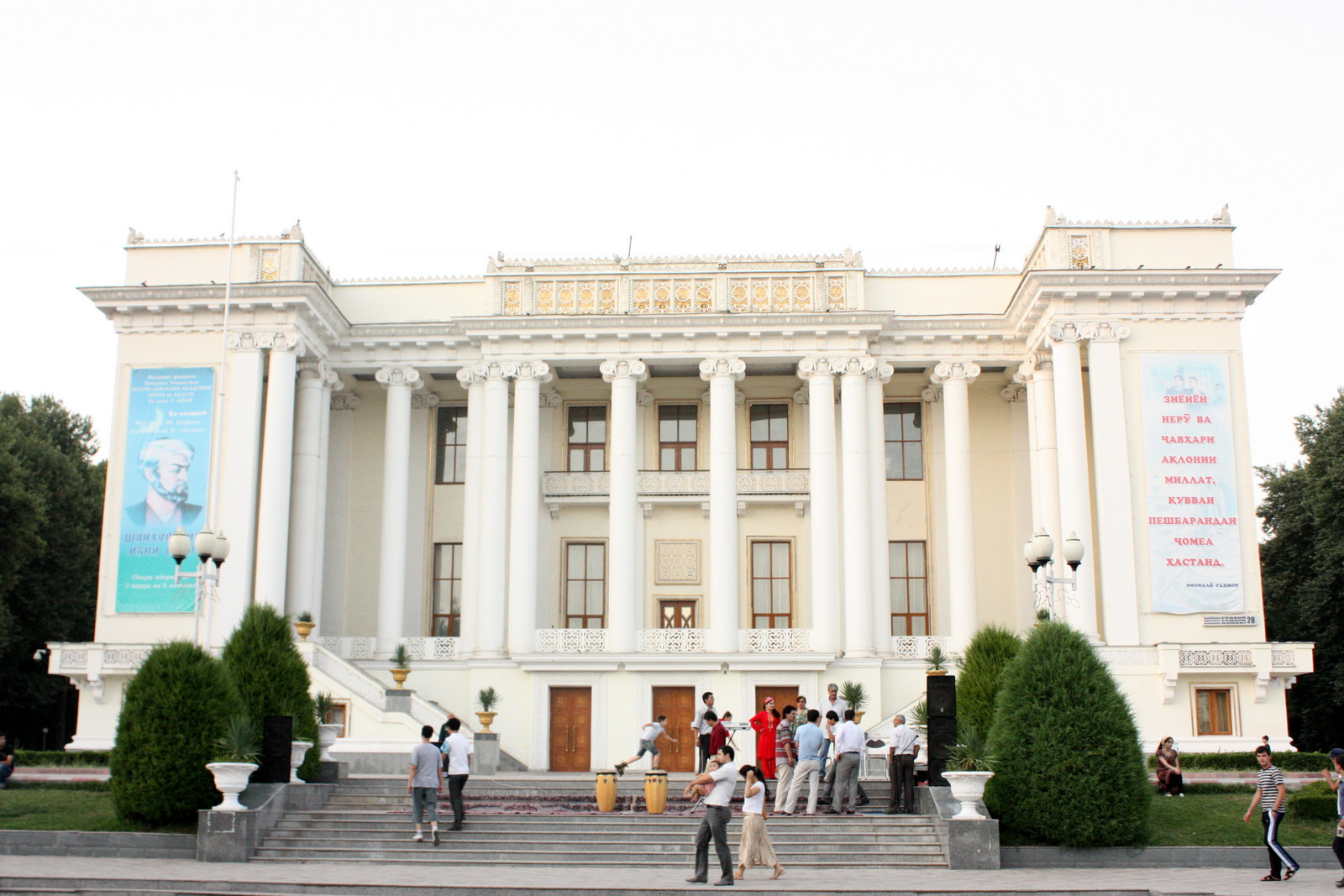
1940 eröffnetes und 2009 restauriertes Ainij-Opernhaus in Duschanbe, das nach dem Nationaldichter Sadriddin Ainij (1878–1954) benannt ist.

In den 1930/40er Jahren wurde Duschanbe (damals Stalinabad) zu einem bedeutenden Zentrum der tadschikischen Unterhaltungsmusik, wo die traditionellen Kunstmusikstile in neuen Interpretationen dargeboten wurden. Bei den ersten Musikdramen und Opern ging es in Verbindung mit einer neu bewerteten traditionellen Musik um revolutionäre Themen, etwa um die Emanzipation der Frau. Sergei Artemjewitsch Balassanjan (1902–1982), ein sowjetischer Komponist armenischer Abstammung, war an der Gründung des tadschikischen Opern- und Balletttheaters in Duschanbe beteiligt, das 1937 als großes Ereignis eröffnet wurde. Mit Schurischi Wose („Der Wose-Aufstand“) verarbeitete Balassanjan eine revolutionäre Geschichte mit neuen musikalischen Formen auf der Grundlage der armenischen und tadschikischen Volksmusik zur ersten Nationaloper in tadschikischer Sprache, die 1939 uraufgeführt wurde.
Die 1929 eröffnete direkte Eisenbahnverbindung zwischen Duschanbe und Moskau stellte eine wertvolle Brücke für den Kulturaustausch dar. 1941 fand in Moskau ein Festival zur tadschikischen Literatur und Kunst statt, welches half, die Musik von Buchara und Badachschan in der sowjetischen Hauptstadt bekannt zu machen. Die Musiker spielten neben ihren traditionellen Instrumenten Violine, Cello, Kontrabass und westliche Blasinstrumente. Im Zweiten Weltkrieg begleiteten sie damit antifaschistische patriotische Lieder zu traditionellen Melodien.
Einer der populärsten Musiker dieser Zeit war Aka Sharif Juraev. Er komponierte unter anderem im Stil alter Hochzeitslieder aus Buchara eine charzarb genannte musikalische Form, welche der Tradition von Berg-Badachschan entstammt und dem Namen nach aus vier Teilen besteht (char zarb, „vier Rhythmen“, ein populärer Tanz), sowie im Stil mavrigi, der eine Reihe von Liedern enthält, die auf der Rahmentrommel begleitet werden. Juraev und andere spielten einen für die nordtadschikische Musik typischen, traurigen getragenen Stil wie den Tanzstil munojot („Gebet an Gott“), der auch eine poetische Form darstellt. Er unterschied sich vom schnelleren Tanzrhythmus (zarb) des Südens. Orchester mit mehreren Pamiri rubāb-Spielern verbanden beide Stile.
Andere Musiker wie Sijodullo Schahidij (Ziyodullo Shahidi, Зиёдулло Шаҳидӣ, 1914–1985) komponierten für große Orchester und erweiterten die traditionelle Kunstmusik um Instrumente der westlichen Klassik. Der in Samarkand geborene Sijodullo Schahidij studierte am Moskauer Konservatorium. Er pflegte den höfischen šaš maqām und den volkstümlichen falaki-Gesangsstil und gilt als einer der Begründer der tadschikischen Sinfonischen Musik. Seine Tochter Munira Schahidij leitet in Duschanbe ein Hausmuseum (Ziyodullo Shahidi Republican Museum of Musical Culture) zur Förderung der tadschikischen Kultur, in dem auch Konzerte stattfinden. 2004 wurde ein dem Komponisten gewidmetes Festival mit moderner tadschikischer Musik veranstaltet. Neben mehreren Sinfonien gehört die Oper Komde va Madan, uraufgeführt 1960, zu Schahidijs bekanntesten Werken. Das Libretto basiert auf dem Gedicht Irfān von 1712 des persisch-indischen Dichters ʿAbd al-Qādir Bīdil.
Im 20. Jahrhundert gehörten, abgesehen von Aka Sharif Juraev und einigen anderen, die iranischer Abstammung waren, die bekanntesten Sänger und Musiker in Buchara zur jüdischen Gemeinde: Rena Galibova (Раъно Ғолибова, 1915–1995) war eine Opernsängerin, šaš maqām-Sängerin und Schauspielerin, die während des Zweiten Weltkriegs in der gesamten Sowjetunion auftrat. Suleiman Yudakov (1916–1999) komponierte 1944 die Musik der Nationalhymne Tadschikistans (Surudi Milli). Avner Mullikandov (* 1911) wirkte zwischen 1940 und 1960 am Ainij-Staatstheater für Oper und Ballett in Duschanbe. Jaichel Sabsanow (Yahiel Sabzanov, * 1929) schrieb über 300 Kompositionen, darunter die bekannte Oper Bosgascht („Die Heimkehr“). Barno Ischakova (1927–2001) gilt als eine der bedeutendsten klassischen Sängerinnen Zentralasiens, die im šaš maqām-Stil sang. Sie wurde in Taschkent in eine jüdische Familie geboren, die aus Samarkand stammte. 1950 zog sie nach Duschanbe, von wo sie während der politischen Unruhen 1992 nach Israel emigrierte. Die tadschikisch-jüdische Sängerin Shoista Mullodzhanova zog in die USA und verstarb dort im Jahr 2010.
In Tadschikistan existierte kein professionelles Unterhaltungsmusikensemble, bis 1962 die Tanzmusikgruppe Gulschan gegründet wurde. In den 1960er bis 1980er Jahren kam der liebliche Popmusikstil estrada (Estrada-i Tojik, „Tadschik-Pop“) in Mode, den unter anderem die Sängerin Muqadas Nabieva (mit der Gruppe Gulschan) und der Sänger Karamatullo Kurbanov (Karomatullo Qurbonov) vertreten. Seit den 1970er Jahren gehört Daler Nasarov (* 1959) zu den beliebtesten Sängern dieser leichten Unterhaltung. Auch die Sängerin Nargis Bandishoeva (Наргис Бандишоева, 1966–1991) und der Sänger Oleg Fesov (Олег Фезов) sind bis heute beliebt.
Vor dem Hintergrund der Forderungen des Sozialistischen Realismus in der Musik entwickelte sich beginnend in den 1970er Jahren ein neuer klassischer Musikstil, der Ende der 1980er Jahre eine feste Gestalt angenommen hatte. Mit ihm sind die Namen der Komponisten Tolib Schahidij (* 1946), Sarrina Mirschakar (* 1947) und Talabchoja Sattorov (1953–2007) verbunden. Zur jüngsten Generation klassischer Komponisten gehören  Alischer Latifsoda (* 1962) und Benjamin Yusupov (* 1962).

### Schaschmaqam

#### Musiktheoretische Grundlagen
Die Quellen des 16. und 17. Jahrhunderts geben noch keine Hinweise auf die „sechs Maqame“. Dennoch gilt als gesichert, dass die sechs Maqame in anderer Struktur zumindest teilweise seit dem 11. Jahrhundert bekannt waren. Der Kompositionszyklus šaš maqām bildete sich im 18. Jahrhundert in Buchara heraus. Er wird schwerpunktmäßig im Gebiet zwischen Buchara und der benachbarten Region um Pandschakent im Nordwesten Tadschikistans gepflegt. In den Vereinigten Staaten und Europa wurde die Musik vor allem durch jüdische Musiker aus Buchara bekannt.
Aus der Zeit des Emirs von Buchara, Nasrullah Khan (1826–1860), stammt der erste schriftliche Hinweis zu diesem Begriff. In einer Gedichtsammlung (bayaz) wird als Grundlage des šaš maqām das Prinzip der zwölf maqāmāt erwähnt, wie es – von Kaukabī entwickelt – in Buchara im 16./17. Jahrhundert geläufig war. Viele weitere Abhandlungen über Musik und Gedichtsammlungen beschäftigten sich bis 1920 mit dem šaš maqām, der an die Stelle der alten modalen Formen der zwölf maqāmāt getreten ist.
Die von den zwölf Maqamen übrig gebliebenen sechs Maqame lauten – in ihrer üblichen Reihenfolge – buzruk (persisch bozorg, „groß“), rāst („direkt, gerade“), nawā („Melodie“), dūgāh („zweite Stufe“), segāh („dritte Stufe“) und ʿirāq. Mit „Stufen“ (persisch parda) ist die verwendete „Fingerposition [auf der Saite]“ für die allgemeine Grundtonleiter rāst gemeint und ʿirāq bezieht sich auf den „persischen Irak“ (ʿirāq-i ʿaǧam), die alte Landschaft Dschibal. Die Maqame stellen sowohl Suiten mit einer Abfolge gesungener und instrumentaler Kompositionen, als auch sechs Modi (Melodiegattungen) mit bestimmten melodischen und rhythmischen Strukturen dar. Die letzten fünf sind auch als Modi (āvāz) der persischen Musik bekannt. Die in einem Maqam vereinten Stücke tragen jeweils zwei Namen: den Namen des zugrunde liegenden Modus (parda) und denjenigen eines rhythmischen Zyklus (uṣūl, auch osul, „Grundlagen“). Hiervon kommen etwa ein Dutzend zum Einsatz. Talqin-e nawā etwa bedeutet ein Gesangsstück (talqin), das zum maqām nawā gehört. Tasnif ist eine langsame Balladen-artige Gesangsform, die demselben rhythmischen Muster wie beim talqin folgt. Tarāna ist eine andere Gesangsform, die zwischen den Hauptteilen steht und keinen bestimmten oder einen „hinkenden“ (unregelmäßigen, türkisch aksak) Rhythmus besitzt.
Um die Jahrtausendwende bestand der Korpus des šaš maqām aus etwa 252 Zyklen. Jeder Zyklus basiert etwa auf den Formen tasnif, mochammas, sarachbār, talqin, nasr und ufār. Manche maqāmāt verfügen zusätzlich über weitere Formen; die tarāna kommen unabhängig hinzu. Daraus ergibt sich die allgemeine Struktur des maqām. Den Beginn bildet ein Instrumentalteil, moškelāt (muschkilot, „Schwierigkeiten“), der aus vier bis acht Kompositionen besteht. Der moškelāt entspricht dem instrumentalen radif der persischen Musik und dem marghul der Uiguren. Bei fünf Kompositionen ist die Reihenfolge tasnif, tarje, gardun, mochammas und saqil. Mit Ausnahme des gardun besitzen die Kompositionen die Form eines Rondo, bei dem sich die refrainartige Phrase bazgui mit mehreren melodischen Phrasen, khana, abwechselt.
Nun folgt der zweite Abschnitt nasr („Text“), der aus Gesang mit instrumentaler Begleitung besteht. Der nasr enthält als Hauptunterteilung 12 bis 17 šu‘ab (Sg. šu‘ba, Schuba, „Zweige“, Melodiemodelle). Die erste Gruppe enthält die folgenden šu‘ab in dieser Reihenfolge: sarachbār (entspricht dem Rhythmus des Herzens, heißt auch zarb ol-qadim), talqin, nasr und ufār. Letzterer ist mit einem Tanzrhythmus verbunden, während die erstgenannten Teile zur anspruchsvollen Kunstmusik gehören. Jeweils dazwischen sind ein oder mehrere kurze, leichte Kompositionen (tarāna, tarona) eingestreut, deren Texte und einfacheren Rhythmen aus der Volksmusik übernommen sein können. Nicht alle Stücke kommen in allen maqāmāt vor.

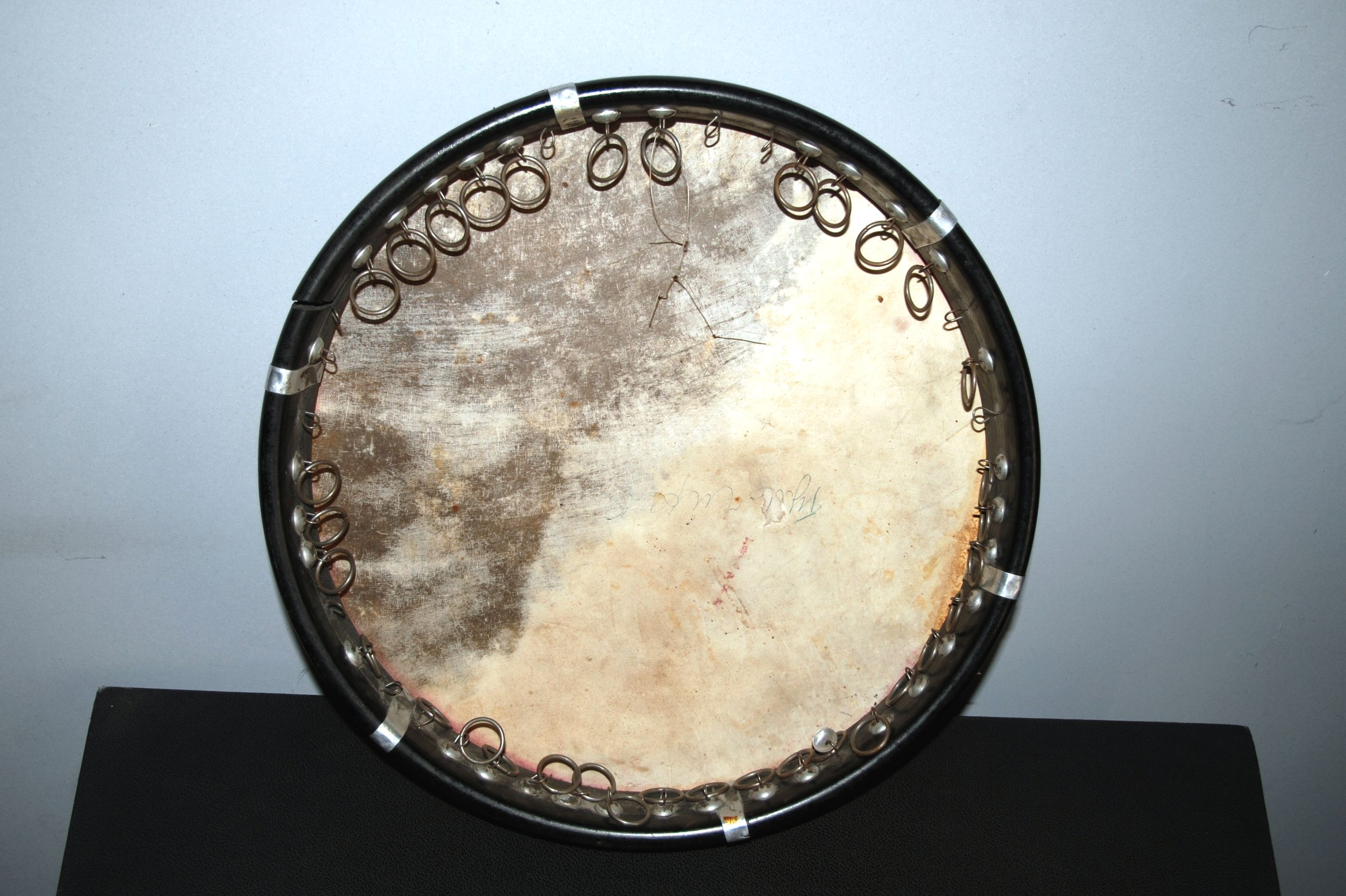
Unterseite der Rahmentrommel doira mit Schellen. Ziyadullo-Shahidi-Hausmuseum, Duschanbe

Die zweite Gruppe der Schuba umfasst fünf bis sechs Lieder, die sawt, moġolče, talqinče (talqincha), čapanduz, qašcarče (qashqarcha), sāqināme (saqinama) und ufār genannt werden. Das Zwischenspiel tarāne fehlt hier. Zum komplexen Strukturprinzip gehören weitere Unterteilungen. Die rhythmische Struktur des sawt beinhaltet 15 (4 + 4 + 4 + 3), des talqinče 14 (7 + 7), des qašcarče 20 (5 + 5 + 5 + 5), des sāqināme 10 (5 + 5) und des ufār 13 (5 + 5 + 3) Zählzeiten. Der Gesang besitzt den höchsten Stellenwert in der Kunstmusik und zeigt sich im Ansehen, das Sänger genießen, die in der Lage sind, das ganze Repertoire oder einen großen Teil davon vorzutragen. Häufig sangen befähigte Zuhörer aus dem Publikum die leichteren tarāne, um dem Sänger Erholungspausen zu verschaffen.
Für die Qualität eines maqām sind vier Faktoren bestimmend: die rhythmische Struktur der Musik (uṣūl, osul) und das Versmaß sowie eher in zweiter Linie die melodische Entwicklung und der Modus des maqām. Es sind etwa 20 rhythmische Strukturen bekannt, von denen fünf bis sechs ein hohes Alter haben und auch in der türkischen und arabischen Musik vorkommen. Die Melodien sind relativ ähnlich; prägend für den Charakter des maqām ist die rhythmische Entwicklung in der Komposition. Der Zuhörer achtet besonders auf die rhythmische Struktur. Deren Vielfalt entsteht durch die Überlagerung des Melodierhythmus mit dem davon unabhängigen Rhythmus der Trommel, wodurch ein polyrhythmisches Klangergebnis erzielt wird.
Die Melodie ist von den Versmetren abhängig. Die bekanntesten überlieferten Metren sind ramal (- x - - / - x - - ), hazaǧ (x - - - / x - - -), raǧaz (- - x - / - - x -) und mozāreʾ (x - - / x - -). Die melodische Entwicklung vollzieht sich asymmetrisch, die Tonfolge steigt treppenartig bis zur höchsten Ebene awǧ (awj, auj) an, wobei die einzelnen Stufen durch instrumentale Zwischenspiele markiert werden, um dann steil bis in die tiefste Lage abzufallen. Gemäß diesem Schema kann der Ablauf der gesungenen Melodien in fünf Teilen dargestellt werden: Auf die Einleitung (darāmand) folgen der mittlere Abschnitt (mijān chat), ein bis zwei Höhepunkte (awǧ), die Wiederholung des Hauptmotivs in der Oktave (do nasr) und schließlich der Abstieg (foruward). Melodische Verzierungen, die beim awǧ hinzugefügt werden, heißen namud. Der namud trägt den Namen des šuʾba, auf den er sich bezieht. Beim awǧ wird die kurze melodische Figur namud als Zitat eines anderen maqām eingestreut. Beispielsweise kommt der namud-e nawā im Abschnitt (šuʾba) namens sarachbār des maqām-e nawā vor. Die musikalische Integration von namud ist nicht nur musiktheoretisch, sondern auch spieltechnisch kompliziert.

#### Überlieferung

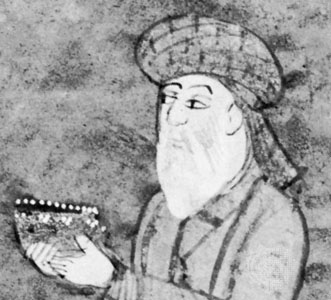
Hafis. Detail einer Miniatur aus dem 18. Jahrhundert in einem Manuskript des Diwan

Die gesungenen Verse stammen von klassischen persischen und türkischen Poeten und Sufi-Mystikern wie Rudaki (um 859–941), Saadi (um 1208 – um 1292), Amir Chosrau (1253–1325), Hafis (um 1325–1389), Dschāmi (1414–1492), Mir ʿAli Schir Nawāʾi (1441–1501), Fuzūlī (um 1480 – um 1556), Saqqākī (15. Jahrhundert) und Bābā Raḥīm Mašrab (1657–1711), außerdem von lediglich regional bekannten Dichtern.
Die einzige einheimische Notenschrift ist die von Pahlawān Niyāzbaši Ḫwārizmī um 1874 eingeführte choresmische Notation für die Langhalslaute tanbūr. Sie besteht aus 18 waagrechten Linien, mit denen die Bünde der tanbūr dargestellt werden, und senkrechten Strichen, um die Melodiebewegungen anzuzeigen. Einzelne Punkte auf und unter den Linien markieren die Auf- und Abbewegungen der Anschlagshand. Hinzu kommt eine Kennzeichnung der Trommelschläge. Ob es einen Vorläufer dieser Notenschrift gab, ist nicht bekannt.
Viktor Aleksandrovič Uspenskij (1879–1949) veröffentlichte 1924 als erster eine Zusammenstellung der Melodien des šaš maqām. Seine Ausgabe enthält keine Verse, weil in der damaligen Sowjetrepublik Turkestan Russisch gesprochen werden sollte und Gedichte in persischer Sprache unerwünscht waren. Die Kunstmusik wurde fortan mit Texten in usbekischer Sprache vorgetragen. Für die Usbeken kam eine usbekische Textfassung und für die Tadschiken eine Fassung in persischer Sprache heraus. Die 1959 von Iljas Akbarov herausgegebene Ausgabe Ūzbek chalq muzikasi („Usbekische klassische Musik“) enthält das Korpus des šaš maqām, des čahār maqām des Ferghanatals und weitere Stücke der klassischen Musik und Volksmusik. Es fußt auf der Arbeit von Junus Raǧabi (1897–1976), der das gesamte Material aus verschiedenen Quellen zusammentrug und in eine verbindliche Ordnung brachte. Aus dem 19. Jahrhundert und dem Anfang des 20. Jahrhunderts sind eine lange Reihe von Komponisten des klassischen (chalqi) Repertoires bekannt.

#### Spielweise

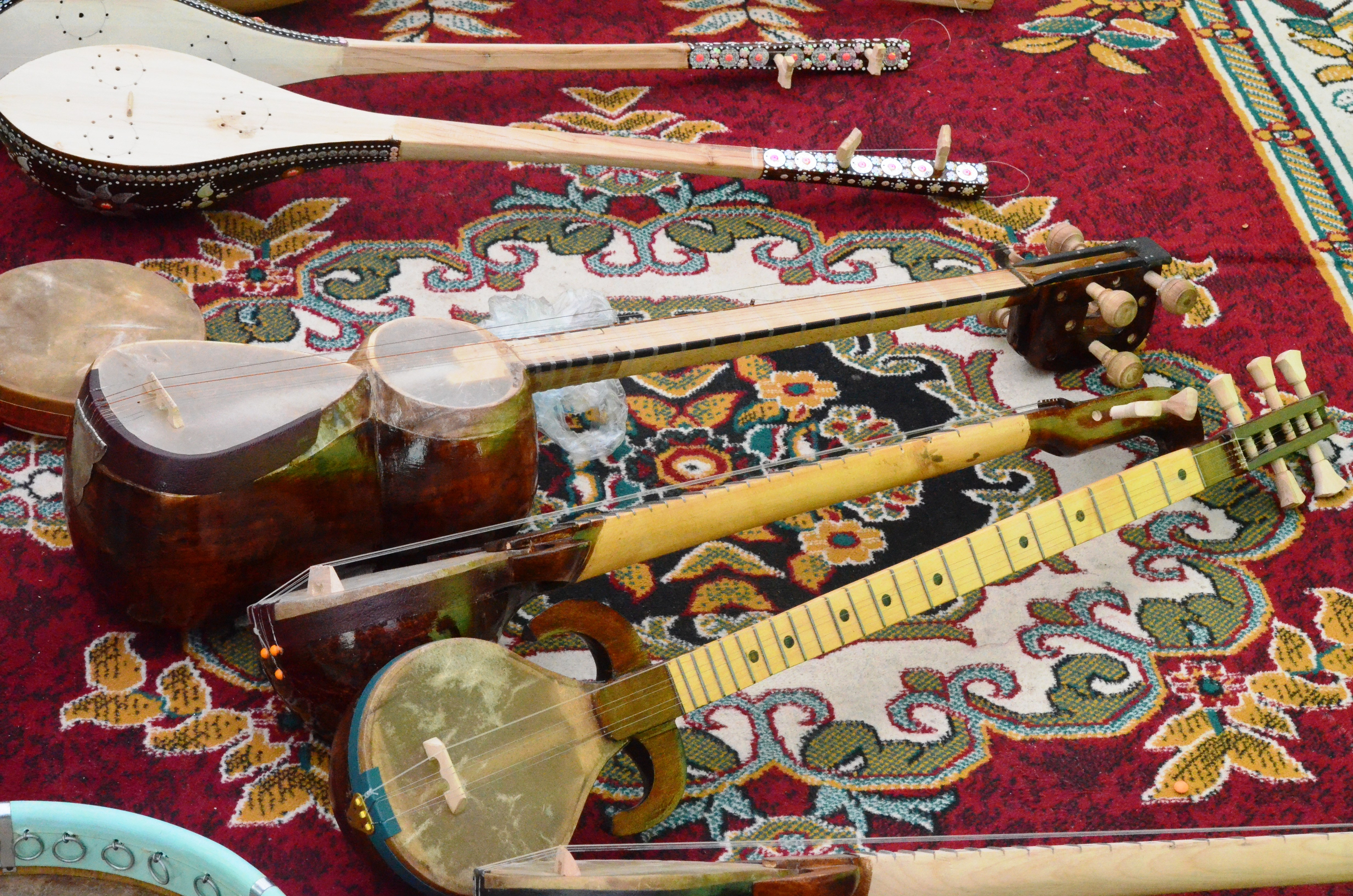
Von oben nach unten: zwei dombra, links: kleine Rahmentrommel dājere, Laute tar, darunter drei rawap, links unten angeschnitten: größere Rahmentrommel daf mit Schellenkranz.

Beim šaš maqām begleiten eine oder zwei Saiteninstrumente und eine Trommel den Sänger. Neben der im Orient und Zentralasien weit verbreiteten, gezupften Langhalslaute tanbūr wurde im 19. Jahrhundert die in Usbekistan und Tadschikistan vorkommende viersaitige Langhalslaute sato (setā, setār) zur Begleitung verwendet. Die sato ist eine der seltenen Langhalslauten, die mit dem Bogen gestrichen wird. Die zweisaitige gezupfte dotār mit einem schlanken birnenförmigen Korpus kam in der Kunstmusik nicht zum Einsatz. Heute spielt die dotār mit der gezupften Langhalslaute rawap und der Streichlaute ghichak (ġeǧak) zusammen. Unter dem Namen ghichak kann eine Kurzhalslaute mit breitem Korpus vom sarinda-Typ, eine einfache Spießgeige mit einem Resonator aus einer Blechdose oder eine viersaitige Stachelfidel mit kreisrundem Holzkorpus verstanden werden. Letztere wird in der Kunstmusik von Tadschikistan und Usbekistan gespielt. Die mit einer Tierhaut bespannte rawap wurde um 1920 von den Uiguren aus dem Gebiet Xinjiang übernommen.
Die kurze Doppelklarinette qoshnay (usbekisch; tadschikisch: qushnay, qūṣnaj) mit zwei verbundenen Spielrohren (qush, „zwei“ und nay, „Rohr“) ist in den Kunstmusikensembles seltener geworden, während die usbekische Rohrflöte nay (naj, im Unterschied zur orientalischen nay eine Querflöte) wie die sibizgha, eine kürzere Querflöte, weiterhin verbreitet ist. Für den Rhythmus sorgt die Rahmentrommel doira (usbekisch; tadschikisch dājere). In einem heutigen šaš maqām-Ensemble spielen üblicherweise zwei tanbūr, eine dotār, eine ghichak und eine doira zusammen, die zwei oder drei Sänger begleiten.

### Kunstmusik des Ferghanatals
Das durch politisch gezogene Grenzen zwischen Tadschikistan, Usbekistan und Kirgisistan aufgeteilte Ferghanatal besitzt einen eigenen, čahār maqām genannten Kunstmusikstil, der in Chudschand in persischer/tadschikischer und in Qoʻqon in usbekischer Sprache vorgetragen wird. Viele Sänger des „Maqam von Ferghana“ leben in Taschkent.
Ein Zyklus des čahār maqām („vier Maqame“) besteht aus den selbständigen Großformen bejāt (bay at), čārgāh (chargah), dogāh-hosejni (dug ah-huseyin) und goljār-šahnāz (gulyar-shahnaz). Jeder maqām setzt sich aus kleineren musikalischen Formen zusammen, die in der feststehenden Reihenfolge aufgeführt werden: moġolče (mugulcha), talqinče (talqincha), qašqarče (qaschqarche), sāqināme und ufār. Die Namen der Stücke (šuʾba, Melodiemodelle) sind aus dem šaš maqām bekannt. Der Gesangsstil des čahār maqām gilt als vereinfachte und gefälligere Variante des šaš maqām von Buchara. Eine Besonderheit ist die Stilform čapanilik, die mit melodischen Verzierungen einhergeht. Es besteht eine Verwandtschaft mit der Musik der Uiguren, deren Kunstmusikform on ikki muqam („zwölf Maqam“) den höchsten Status aller Musikstile genießt. Ein weiterer Maqām-Stil ist der „choresmische Maqām“ im Norden Usbekistans, der alti-yarim makom („sechseinhalb Maqāme“) genannt wird, weil ein Zyklus nur aus Instrumentalstücken besteht und daher als halber gezählt wird.
Weshalb im Ferghanatal eine reduzierte Form der umfangreicheren Tradition von Buchara gepflegt wird, erklärt der Musikwissenschaftler Faisulla Karamatov mit der Eroberung Chudschands durch die Kaiserlich Russische Armee in den 1860er Jahren, also rund 60 Jahre vor der Eroberung Bucharas. Die Hofmusiker von Chudschand verloren dadurch ihre Unterstützer, weshalb ihre Musik degeneriert sei.
Daneben kommt im Ferghanatal der unbegleitete Gesangsstil katta ašula (Katta Aschula, „großes Lied“) vor, die ausgereifteste Variante des ašula. Er ist ein Festgesang, der mit usbekischen oder tadschikischen Versen freirhythmisch gesungen wird. Drei oder vier Sänger tragen nacheinander jeweils ein Verspaar in Form eines Distichon vor. Kurz vor Abschluss des Stücks setzen alle Sänger als Höhepunkt zugleich ein und beenden es mit einem Unisono-Gesang. Der Gesang mit voller Stimme, bei dem alle Noten langgezogen werden, erhält zwischendurch ein Vibrato, das durch einen Teller, der seitlich vor den Mund gehalten wird, beeinflusst werden soll. Gelegentlich kann mit dem Teller auch ein Rhythmus geschlagen werden. Die im Tonumfang begrenzte und wenig variierte Melodie schwingt sich zu Anfang hoch und fällt mit dem Ende der Verszeile ab. Der katta ašula ist eine klassische Kunstform, die mit den Sufi-Gesängen beim Dhikr (zikr) verbunden ist. Die Melodien des katta ašula können auch instrumental wiedergegeben werden.
Die Sufis singen bei religiösen Feiern – wie auch früher die Juden – den haqqāni, wobei sie ebenfalls einen Teller oder eine Handfläche vor den Mund halten. Bei den Juden gehörte der haqqāni (haqqoni, von arabisch al-ḥaqq, „(göttliche) Wahrheit“) zu Begräbnisfeiern. Der heute von Muslimen bei Begräbniszeremonien und anderen Gelegenheiten vorgetragene haqqāni verwendet in Usbekistan und Tadschikistan in der jeweiligen Landessprache einzelne volkstümliche Verse, die kombiniert werden. Den nicht-metrischen haqqāni tragen zwei, drei oder mehr Männer a cappella im antiphonalen Wechselgesang vor. Angestrebtes Ziel ist nach den Idealen der Sufis eine innere Reinigung und eine Nähe zu Gott. In Buchara wurde der haqqāni früher in der chāneqāh, auf dem Bazaar oder an anderen Versammlungsorten aufgeführt. Frauen singen stets getrennt von Männern unter sich.

## Volksmusik in Südtadschikistan
Es gibt eine Reihe von Volksliedern, die dem allgemeinen Muster Vorsänger – Refrain folgen und nach den Textgattungen der klassischen literarischen Überlieferung benannt sind, deren sie sich bedienen. Dies reicht von den epischen Versen der Barden, die Ghaselen vortragen und bei Familienfeiern in Privathäusern auftreten bis zu einem Gesangsstil, den Ismailiten im Osten bei maddāh genannten Sufi-Zeremonien pflegen. Lieder gehören häufig zu Unterhaltungstänzen, die in Tadschikistan bei Feiern beliebt sind. Gruppen von Männern und Frauen tanzen bei Familienfeiern zusammen, jedoch ohne Körperkontakt. Die Rhythmen werden meist schnell gespielt, verbreitet sind kurze Takte mit acht (3 +3 + 2) und fünf (3 + 2) Zählzeiten. Der Tonumfang vieler Volkslieder umfasst weniger als eine Oktave. Häufig pendelt die Melodie um eine Quarte mit einem dazwischen und darüber hinaus angehängten Ton, auch engmelodische Gesänge um einen Hauptton kommen vor. In sowjetischer Zeit wurden das Garmon (kleines russisches Knopfakkordeon) und die europäische Querflöte anstelle der ney in die Volksmusik Tadschikistans einschließlich Badachschans eingeführt. Die in Zentral- und Nordasien weit verbreitete Bügelmaultrommel (usbekisch und tadschikisch) tschang kobus (čangko’uz) gilt überwiegend als Musikinstrument für Kinder. Idiophone Begleitinstrumente in der Tanzmusik sind zang, Glöckchen, die Tänzer als Armband tragen, und safail, Holzstäbe mit Metallringen zum Schütteln.

### Barden

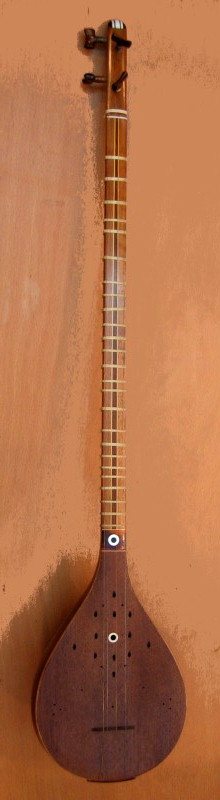
Viersaitige setār

Die berufsmäßigen Sänger und Geschichtenerzähler heißen in Usbekistan baxşi (bachši) und in Kasachstan jyrau (jirov). Sie entsprechen dem türkischen aşık und tragen in Tadschikistan den Ehrennamen hāfez (hôfiz). Die tadschikischen Barden entnehmen ihre Verse hauptsächlich der alten persisch-tadschikischen Literatur und zu einem kleineren Teil der Volksliedtradition. Die Melodien und Rhythmen sind kürzer und einfacher strukturiert als in der Maqam-Tradition. Deren komplexe Strukturen werden nur in gewissem Umfang übernommen, darüber hinaus beziehen die Barden ihre recht einförmigen Melodien eng an den Text. Die Rhythmen haben vier bis sieben Zählzeiten und werden mit den Silbenbetonungen (aruz) abgestimmt. Ein Barde bedient sich häufig der rubāʿī (Vierzeiler) des persischen Dichters Omar Chayyām (1048–1131) oder den Ghaselen von Hafis, Rumi und Dschami.
Der hāfez wird nach der geschmackvollen Auswahl seiner Verse beurteilt und weniger nach seinen stimmlichen Qualitäten. Er begleitet sich wie der baxşi meist auf der schlanken zweisaitigen und bundlosen Langhalslaute dombra. Ansonsten spielt er die größere Langhalslaute setār mit drei oder mehr Metallsaiten oder die Streichlaute ghichak. Wenn er von Begleitmusikern Unterstützung erhält, spielen diese die Langhalslaute dotār mit Bünden und die Rahmentrommel dājere oder im Gebiet um Kulob im Süden die meist aus Ton bestehende Bechertrommel tablak (ähnlich der zerbaghali im angrenzenden Afghanistan). In Badachschan tritt die bevorzugte Laute rubāb (tadschikisch рубоб, genauer Pamiri rubāb) an die Stelle der anderen Saiteninstrumente. Bekannte hāfez sind Aka Šarif Ǧurāev († 1961), Sanubar Londokov, der aus Kulob stammende Andine Hāšimov (1937–1994) und Dawlatmand Čālov (* 1947).
Die Inhalte der Texte lassen sich zwölf Themen zuordnen. Am häufigsten kommen (1) Liebeslieder (‘āšeqāna), Fernweh (ġaribi), Schmerz und Nostalgie (ġam o anduh), Not und Unglück (nāčizi, nādāri, bi nawāʾi) vor, gefolgt von (2) erzieherischen moralischen Themen  (achlāqi, qejdawi), Ratschlägen und Lehren (pand o nasihat), Liebeskummer und Vergänglichkeit (bi wafāʾi), Eintracht von Himmel und Erde, sowie (3) dem Neujahrsfest (nawruzi) und der Hochzeit (tujāne). Weitere Themen sind das Lob des Propheten und seiner Familie, die Himmelfahrt Mohammeds und Patriotismus (watani). Daneben trägt der hāfez Instrumentalkompositionen auf der dombra vor. Er tritt bei religiösen Zusammenkünften von Sufis auf, wo er mystische Texte oder moralische Lehrgedichte vorträgt. Eine besondere Gruppe von hāfez waren früher die qalandar, reisende Derwische, die heute verschwunden sind.
Manche hāfez haben sich darauf spezialisiert, das tadschikische Heldenepos Gurughli vorzutragen. Gurughli („Sohn des Grabes“) ist der weise Herrscher eines mythischen Landes genannt Chambul. Die utopische Geschichte kam unter einfachen tadschikischen Bauern und usbekischen Viehhirten in Umlauf und erhielt im 18. Jahrhundert eine feste Form. Tradiert wurde die Geschichte jahrhundertelang mündlich durch die Barden guruġli-chān (guruglikhon). Zwischen 1930 und 1960 wurde das Gurughli schriftlich fixiert. Das gesamte Gurughli umfasst über 100.000 Verse, mit denen 33 Geschichten erzählt werden. Jede Geschichte enthält mehrere Abschnitte (band), zu deren Vortrag eine oder mehrere Melodien ausgewählt werden. Der guruġli-chān beginnt mit einem Instrumentalstück (sarachbār), darauf folgen gesungene Verse, meist religiösen Inhalts in der Form eines persischen Vierzeilers (rubāʿī) oder eines ghasel. Die eigentliche Geschichte wird mit einem Vorspiel (terma) eingeführt, deren Ende bildet ein abfallender Melodiebogen (foruward).

### Falak

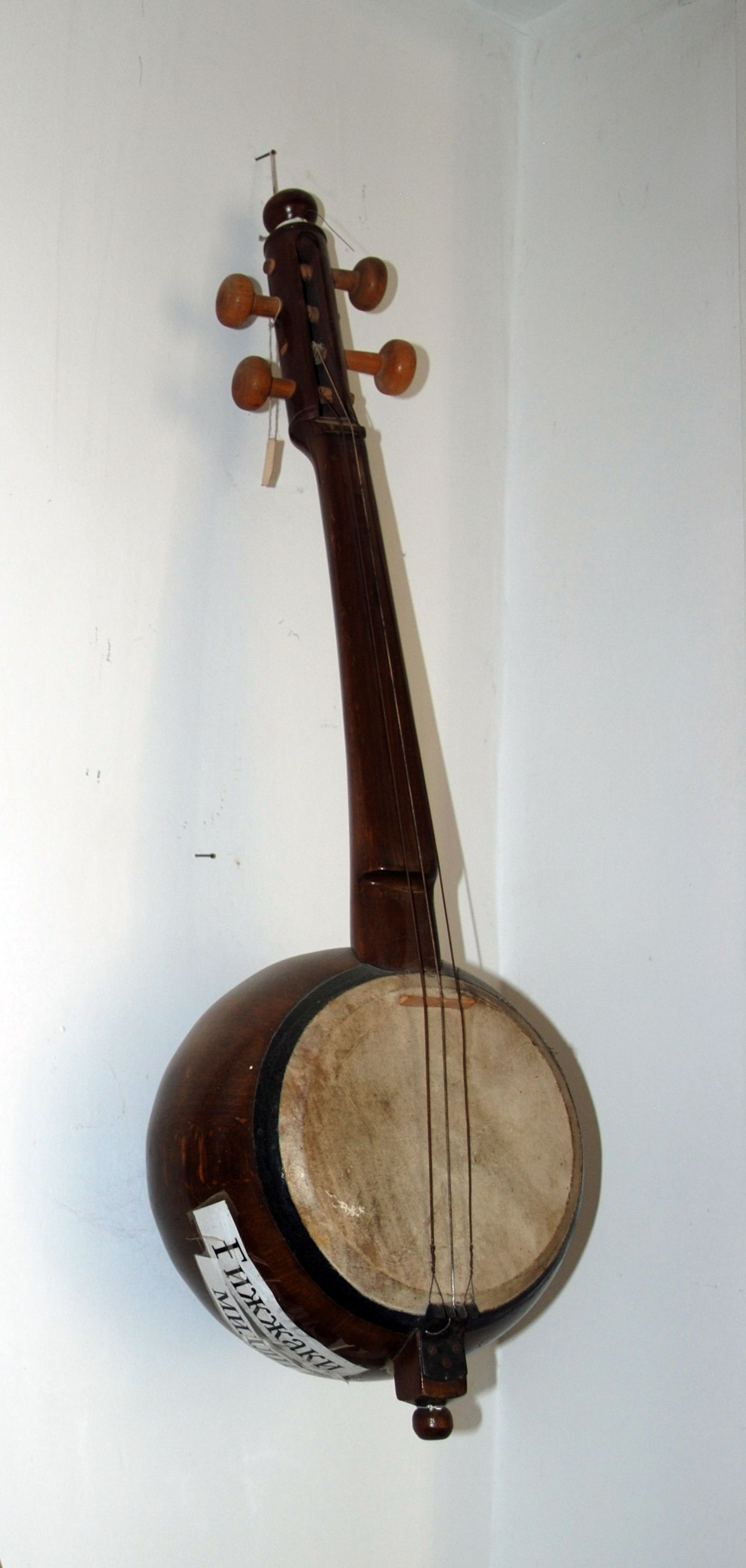
Dreisaitige ghichak mit kreisrundem Korpus (ghishshaki milli). Ziyadullo-Shahidi-Hausmuseum, Duschanbe

Neben der städtischen klassischen Musiktradition des Nordens existiert eine Volksmusiktradition in den ländlichen Berggebieten im Süden (Provinz Chatlon) und Osten (Berg-Badachschan), die auch im Norden Afghanistans vorkommt und den Beinamen kuhistoni („aus dem Bergland“) trägt.
Die verbreitetste Volksmusikgattung ist der Gesangsstil falak (felak, „Himmelsgewölbe“, „Schicksal“). Dessen älteste Form falak-e dašti (falaki dashti, „Falak aus der Ebene“) oder in Badachschan be parvo falak („ungestörter Falak“) singen Bauern ohne instrumentale Begleitung während der Ernte, wenn sie in den Tälern die Felder bearbeiten. Diese Lieder werden auch von Hirten auf Bergweiden oder von Ismailiten in Berg-Badachschan bei Begräbnissen (davat) gesungen. Der unbegleitete Gesang ist freirhythmisch mit voller Stimme und einer diatonischen Tonfolge, die eingestreute chromatischen Verzierungen enthält. Die Melodie besteht häufig aus einer hohen Stimme, die in Sprüngen bis zu einem tiefen Ton am Versende abfällt. Neben langgezogenen Melismen werden poetische Texte vorgetragen. Die Themen sind Trennungsschmerz, Schicksal und Verzweiflung. In populären Vierzeilern werden die Klagen über die unerwiderte Liebe, die verlorene Jugend und das Schicksal in der Fremde oder im Allgemeinen an den Himmel oder an Gott gerichtet.
Später bildeten sich von Instrumenten begleitete Gesänge heraus. Häufig kommen die gezupfte Langhalslaute dombra, die Streichlaute ghichack, die von Schäfern gespielte kurze Schnabelflöte tutiq (tutuk, tula, in Badachschan eine ney aus gedrechseltem Aprikosenholz mit sechs Fingerlöchern) und die Rahmentrommel dājere zum Einsatz, in der städtischen Musik auch das Akkordeon. Die Melodien sind typisch für einzelne Regionen und werden entsprechend der Region benannt (falak-e badachšān). Eine Variante ist der falak-e rāġi, der in einer mittleren Tonhöhe gesungen wird und einem Rhythmus folgt.
Es gibt auch rein instrumentale falak, bei denen die Gesangsmelodie auf ein Soloinstrument (beispielsweise Langhalslaute tanbūr, in Badachschan Flöte tutiq) übertragen oder im Duo mit Trommelbegleitung gespielt wird (in Afghanistan Fiedel ghichak und Bechertrommel zerbaghali). In Afghanistan interpretierte der Paschtune Baba Naim, einer der bekanntesten afghanischen Musiker und Sänger der 1960er und 1970er Jahre, tadschikische felak-Stücke auf der ghichak.
Ein führender Vertreter des falak ist der 1950 in Kulob geborene Sänger Davlatmand Cholov, der auch mehrere Lauteninstrumente spielt. Die 1942 in der Region Kulob geborene Sängerin Gulchehra Sodiqova gilt als eine Bewahrerin der Tradition. Sie singt falak und andere Gesangsstile der südtadschikischen Volksmusik. Sodiqova begleitet sich entweder selbst auf der dombra oder ist von einem Orchester mit Saiteninstrumenten und Trommeln umgeben. Ihre vier Söhne sind alle professionelle Musiker in Duschanbe und pflegen den Stil ihrer Heimatstadt Kulob, ergänzen jedoch die traditionellen Instrumente mit Keyboard, Drumcomputer und elektrischer Violine. Seit den 1990er Jahren arrangiert auch Sodiqova ihr älteres Repertoire neu mit elektronischen Instrumenten. Andere Sänger haben eine moderne Unterhaltungsmusik eingeführt, bei der nur noch ein bestimmter Rhythmus oder eine gesungene Kadenz vom falak übriggeblieben ist, um den Anschein der Kulobi-Tradition zu bewahren.

### Weitere Volksmusikstile
Dājere bazmi ist ein nach der Rahmentrommel dājere benanntes Genre, bei dem eine größere Gruppe von Männern singen und Trommel spielen (bazmi, „Gesellschaft“, „Feier“). Bei der Sufi-Zeremonien ähnelnden Veranstaltung steigert sich das Spieltempo kontinuierlich.
Im Ferghanatal singt ein Männerchor unisono bei Hochzeiten und anderen Gelegenheiten das sehr alte Genre naqsch (naqš). Die auf einem Tanzrhythmus basierenden Stücke nehmen ebenfalls im Tempo zu und werden in naqš-e kalān (naqshi kalon „große“, eine getragene Hymne), naqš-e mijāne („mittlere“) und naqš-e chord (naqshi hurd, „kleine“, bei Hochzeiten) Stücke eingeteilt. Bevor der Chor einsetzt, beginnt ein Sänger mit einer freirhythmischen Einführung.
Sozanda ist eine populäre Tanzmusik von Frauenbands, die bei Hochzeiten und Beschneidungsfeiern auftreten und früher vornehmlich von jüdischen Musikerinnen in Buchara und Samarkand gepflegt wurde. In einem Ensemble von drei bis vier Frauen tritt eine Sängerin auf, die zugleich als Tänzerin und gelegentlich schauspielerisch agiert. Die übrigen Frauen singen antiphonal den Refrain und begleiten auf Rahmentrommeln. Die besten der professionellen Gruppen waren am Hof des Emirs engagiert. Eine Feier mit sozanda-Bands kann bis zu acht Stunden dauern. Die in einzelnen, von Pausen unterbrochenen Blöcken dargebotenen Stücke sind durch ein stetig zunehmendes Tempo gekennzeichnet. Die auf der doira gespielten Rhythmen entstehen aus der Kombination von 6/8-, 3/8-, 5/8- und 5/4-Takten. Üblicherweise beginnen die Stücke mit einer kurzen, freirhythmisch gesungenen, ruhigen Einleitung (schod, „vergnüglich“).
Gharibi sind Anfang des 20. Jahrhunderts entstandene melancholische Lieder, die von armen tadschikischen Arbeitern erzählen, die ihre Heimat verlassen mussten.
Die Zeremonie gulgardoni, regional auch boytschetschak („Schneefall“) genannt, gehört zum Frühlingsfest Nouruz und soll den Frühling herbeirufen. Gruppen von jungen Männern ziehen mit Blumensträußen in den Händen von Haus zu Haus, während sie im Chor fröhliche Lieder singen und sich auf der Rahmentrommel doira und der Laute dutār begleiten.
Die Jagnoben sind eine ethnische Minderheit und leben im Flusstal des Jagnob nördlich der Landeshauptstadt. Etwa 3000 von ihnen sprechen noch das Jaghnobi, eine isolierte Sprache, die auf das Sogdische zurückgeht. Sie verfügen über eine eigene musikalische Tradition mit einer Liedgattung, die bait genannt wird. Damit werden verschiedene Versformen gesungen. Die Frauen intonieren barakallo (Zustimmungsrufe) und muhammas (mochammas, orientalische Versform mit fünf Zeilen) während sie tanzen. Als Begleitung dienen die Rahmentrommel doira und die Lauten dutār oder dombra.

## Badachschan

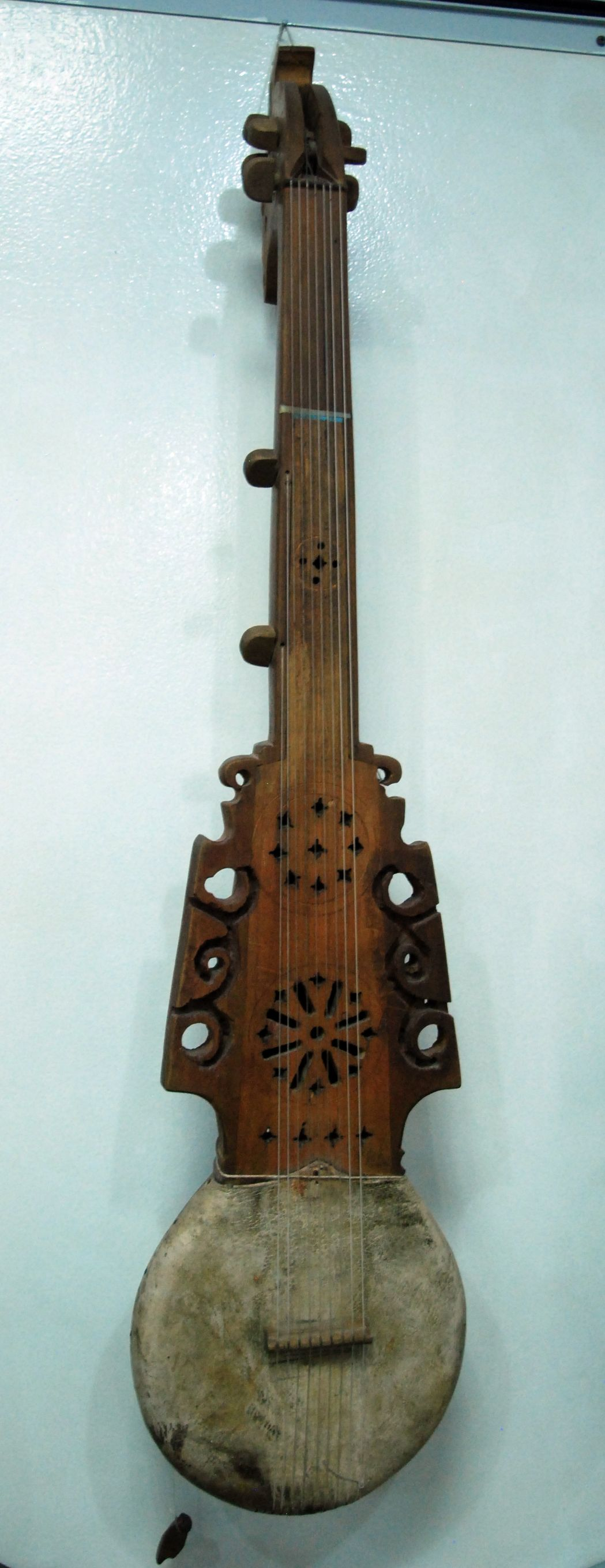
Neunsaitige rubāb Pamiri aus Chorugh, Berg-Badachschan im Ethnographischen Museum, Duschanbe

Trotz der Staatsgrenze bilden die religiöse und weltliche Musik im tadschikischen Berg-Badachschan und in der nordafghanischen Provinz Badachschan eine Einheit. Die Sufis im dortigen Pamirgebirge pflegen die Gebetspraxis maddāh (je nach Dialekt madā, madāi, maddoh, madoh, „Lobpreis“), in der in einer Heilungszeremonie die in Gedichten und Lobgesängen (madhchāni) enthaltene islamische Segenskraft Baraka auf den Patienten übertragen werden soll. In diesem Zusammenhang erhält der Volksmusikstil falak eine religiöse Funktion, wenn er mit Versen der klassischen persischen Sufi-Dichtung gesungen wird. Der falak kann als Zwischenspiel einer maddāh-Zeremonie eine Länge zwischen zwei und 20–30 Minuten haben, dies kommt bei besonderen Anlässen, etwa bei Beerdigungen vor. Die gesamte Zeremonie, an der Männer und Frauen teilnehmen, dauert zwischen 20 Minuten und mehreren Stunden. Sie wird außer bei Heilungen regelmäßig Donnerstag- und Freitagnacht sowie an religiösen Feiertagen und bei Begräbnissen (davat) veranstaltet. Die Leiter der Zeremonie (maddāhḫān) sind bis auf seltene Ausnahmen Männer. Die bei der Zeremonie gespielten Musikinstrumente sind die Laute Pamiri rubāb, eine Rahmentrommel, die entweder die in Berg-Badachschan mit rund 37 Zentimetern kleinere dājere oder die größere daf sein kann, und die Langhalslaute tanbūr. Die Stachelfiedel ghichak kommt sehr selten vor. Die bundlose Pamiri rubāb (robab) unterscheidet sich von der „Badachschanischen“ oder „Paschtunischen Rubab“ in Afghanistan. Sie besitzt sechs Nylon- oder Darmsaiten sowie einen runden und flachen Korpus aus einem Stück Aprikosenholz. Die Pamiri rubāb ist über das Gebirgsmassiv des Karakorum hinweg mit der in der tibetischen Musik und im Nepal gespielten damiyan verwandt. Den Bergbewohnern gilt sie einer Legende zufolge als ein Geschenk Gottes. Mit der aufgespannten Haut und den Saiten aus dem Darm eines Opferlammes sei sie der menschlichen Körperform nachgeahmt und ursprünglich von Engeln zum Lobpreis Gottes gespielt worden. Die Musikgruppe besteht normalerweise mindestens aus dem maddāhḫān, der singt und rubāb spielt, sowie einem Rahmentrommelspieler. Bei drei Ensemblemitgliedern können sich zwei maddāhḫānān als Sänger abwechseln. Nur selten tritt der Sänger und rubāb-Spieler solo auf. Ein weiterer religiöser Gesang ist der setāješ, eine Lobeshymne, die im maddāh von zentraler Bedeutung ist und ein 5/4tel Metrum besitzt, das mit der Versstruktur – gewöhnlich ein fünfzeiliger muchammas – korrespondiert. Dieses wird von den Betonungen der rubāb und den Trommelschlägen weiter rhythmisch unterteilt. Monāǧāt (مناجات, von arabisch مناجاة, DMG munāǧā[t] ‚vertrauliche Zwiesprache‘) ist ein Bittgebet.
In der Volksmusik mit ihrer gesungenen Poesie ist wie bei der religiösen Kultpraxis die musikalische Gestalt dem Text untergeordnet. Sänger unterscheiden ihre Lieder namentlich nach der Versform: bayt (allgemein „Gedicht“, wörtlich „eine Verszeile“), dubayti („zwei Verse“), chahārbayti („vier Verse“), ghasel und am häufigsten rubāʿī („Vierzeiler“) mit dem Reimschema [aaxa]. Nach Stilrichtungen eingeteilt gehören zur weltlichen Volksmusik neben dem falak der von Frauen und jungen Mädchen im Duet gesungene Stil dardgilik, der ebenso melancholisch klingt wie der falak und von der Schönheit der Natur handelt. In Wiegenliedern (lalaʾik) geht es um Trauer oder Weisheit. In der Hochgebirgsregion Wakhan gibt es noch die fast vergessene Wakhi-Dichtung bulbulik („Lied der Nachtigall“). Die Wakhti sind eine aus Afghanistan stammende Ethnie, die bis nach Xinjiang verbreitet ist. Die Nachtigall (persisch bolbol) ist mit ihrem süßen nächtlichen Gesang eine häufige Metapher in der persischen Literatur, die Verse beschwören entsprechend Sehnsucht, Liebe, Verlangen und Vergnügen in Verbindung mit Melancholie. Die besungene Liebesbotschaft kann in Nordafghanistan nicht nur an Frauen, sondern auch an Jungen adressiert sein. Die bulbulik-Lieder bestehen aus dreistrophigen Versen und werden hauptsächlich von Schafhirtinnen gesungen.
Frauen treten verbreitet als Solo-Sängerinnen auf und spielen gelegentlich Akkordeon. In der Ostregion um Murgab gibt es eine eigene, von Kirgisistan beeinflusste Musiktradition, in der die dreisaitige Langhalslaute komuz gespielt wird.

## Musikalische Entwicklungen seit der Unabhängigkeit

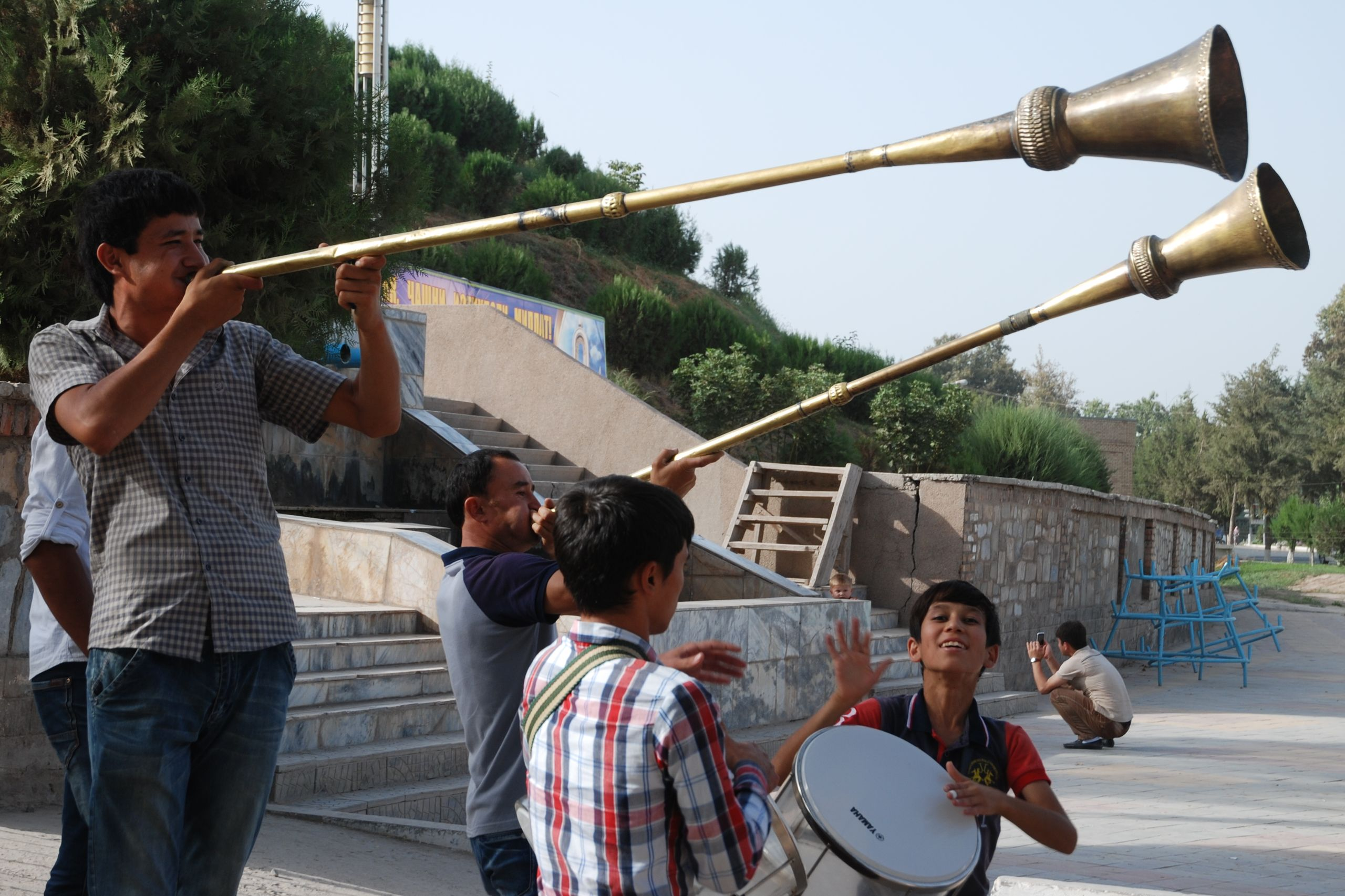
Paarweise gespielte Langtrompeten karnai bei einer Hochzeit in Qurghonteppa

Die Klanglandschaft in Tadschikistan besteht heute aus dem Gebetsruf des Muezzin (adhān), Straßenmusikern, die ihren Gesang mit dombra oder Akkordeon begleiten, von der sowjetischen Kulturpolitik eingeführten Folkloregruppen, Konzerten mit šaš maqām-Ensembles und russischer Popmusik. Dieselbe Lautstärke wie letztere besitzt indische Filmmusik. Seltener zu hören sind klassische Sinfonieorchester, häufiger dagegen Aufführungen religiöser Musik einschließlich der Sufi-Musik der Ismailiten. Weiterhin beliebt sind die traditionellen Volksmusikstile. Zur Eröffnung von Veranstaltungen und bei Hochzeiten, wenn das Brautpaar vor dem Standesamt aufmarschiert, bläst die lange zentralasiatische Metalltrompete karnai. Sie ist ein im islamischen Kulturkreis (arabisch karna) bis nach Nordafrika (kakaki) verbreitetes, historisches Herrschersymbol.
Religiöse Ausdrucksformen wie der maddāh kommen heute auch in einem modernen Gewand mit elektronisch erzeugten Sounds daher, wie sie in der Popmusik geläufig sind. Der führende Vertreter einer modernen devotionalen Musik, in der traditionelle Musikinstrumente wie tanbūr, ghichak, rubāb, doira, ney und tschang (Hackbrett der Buchara-Tradition, Name abgeleitet von der persischen Harfe tschang) mit westlichen Instrumenten und teilweise mit elektronischen Klängen verbunden werden, ist Samandar Pulodov. Er ist als ostad anerkannt, seine Ensemblemitglieder treten in traditionellen Kostümen Badachschans auf und tanzen auf der Bühne.
Neue populäre Unterhaltungsstile breiten sich vorwiegend durch Musikgruppen, die bei Hochzeiten auftreten, von den Städten bis in ländliche Regionen aus. Dort lassen sich Amateurbands von der städtischen Popmusik (estrada) beeinflussen, während umgekehrt die Popmusik weiterhin traditionelle (anʾanavī oder sunnatī) und nationale (millī) Bezüge enthält.
In den ersten Jahren nach der Jahrtausendwende wurde der Popmusikmarkt im Internet auf eine breite kommerzielle Basis gestellt. Musikbegeisterte und Vermarkter eröffneten Internetportale mit Ranglisten der im Rundfunk gespielten Gruppen und Songs sowie zur Bewertung neuer Bands. Bekannte Popmusikbands sind Parem (Парем), eine melodische, gitarrenorientierte Popband, deren erstes Album 1996 herauskam. Etwas lauter klingt Vazir. Die Pop-Jazz-Gruppe Avesto um die Sängerin Takhmina Ramazanova setzt Keyboards und Klarinetten zusammen mit tadschikischen Instrumenten ein. Weitere Popgruppen mit großem Publikum sind Zapadnyi Kvartal sowie die Sängerinnen Dilnoz (Дилноз), Shabnam, Manischa Dawlatowa und Tahmina Nijosowa. Al-Azif ist eine in Duschanbe gegründete Black-Metal-Band, welche die gesundheitsbewusste/moralische Botschaft eines Lebens ohne Tabak und Alkohol verbreitet.

## Immaterielles Kulturerbe der Menschheit
Der Schaschmaqam wurde 2008 und falak 2021 für Tadschikistan in die UNESCO-Liste des immateriellen Kulturerbes der Menschheit aufgenommen. Der Gesangsstil katta ašula wurde 2009 mit einem Eintrag für Usbekistan gewürdigt.

## Diskografie
- Music of the Bukharan Jewish Ensemble Shashmaqam. Smithsonian Folkways, 1991 (SFW 40054); Beiheft (PDF; 2,7 MB)
- Jurabeg Nabiev / Ensemble Dorrdâne: Maqam d’Asie Centrale. 2: Tadjikistan: Tradition of Bukhara. Ocora (Radio France) 1997 (C 560102)
- Yo-Yo Ma & The Silk Road Ensemble: Silk Road Journeys – When Strangers Meet. Sony, 2002 (Zentralasiatische, chinesische und westliche Klassik)
- Tadjikistan. Chants des bardes / Songs of the bards. Produziert vom Archives Internationales de musique populaire, Ethnografisches Museum in Genf, aufgenommen von Jean During 1990–1992. Veröffentlicht 1998 (VDE CD 973)
- Falak: The Voice of Destiny – Traditional, Popular & Symphonic Music of Tajikistan. Topic Records, London 2006 (Doppel-CD mit Aufnahmen von Frederico Spinetti für das British Library Sound Archive)
- Music of Central Asia. Vol. 2: Invisible Face of the Beloved. Classical Music of the Tajiks and the Uzbeks. Smithsonian Folkways, 2005 (SFW 40521); Beiheft (PDF; 6,8 MB)
- Music of Central Asia, Vol. 5: Badakhshan Ensemble: Song and Dance from the Pamir Mountains. Smithsonian Folkways, 2007 (SWF 40524); Beiheft (PDF; 2,8 MB)
- Madâhkhânî, Ghazâlkhânî, Dafsâz: Religious Music from Badakhshân. Aufnahmen von Jan van Belle. Pan Records, 1997 (PAN 2036)
- Davlatmand: Musiques savantes et populaires du Tadjikistan. Inedit, 1992 (W260 038) (Falak)
- Oleg Fesov: Lalaika Pamir. Miramar (Seattle USA) 1994 (Popmusik)